# Lety u Dobřichovic

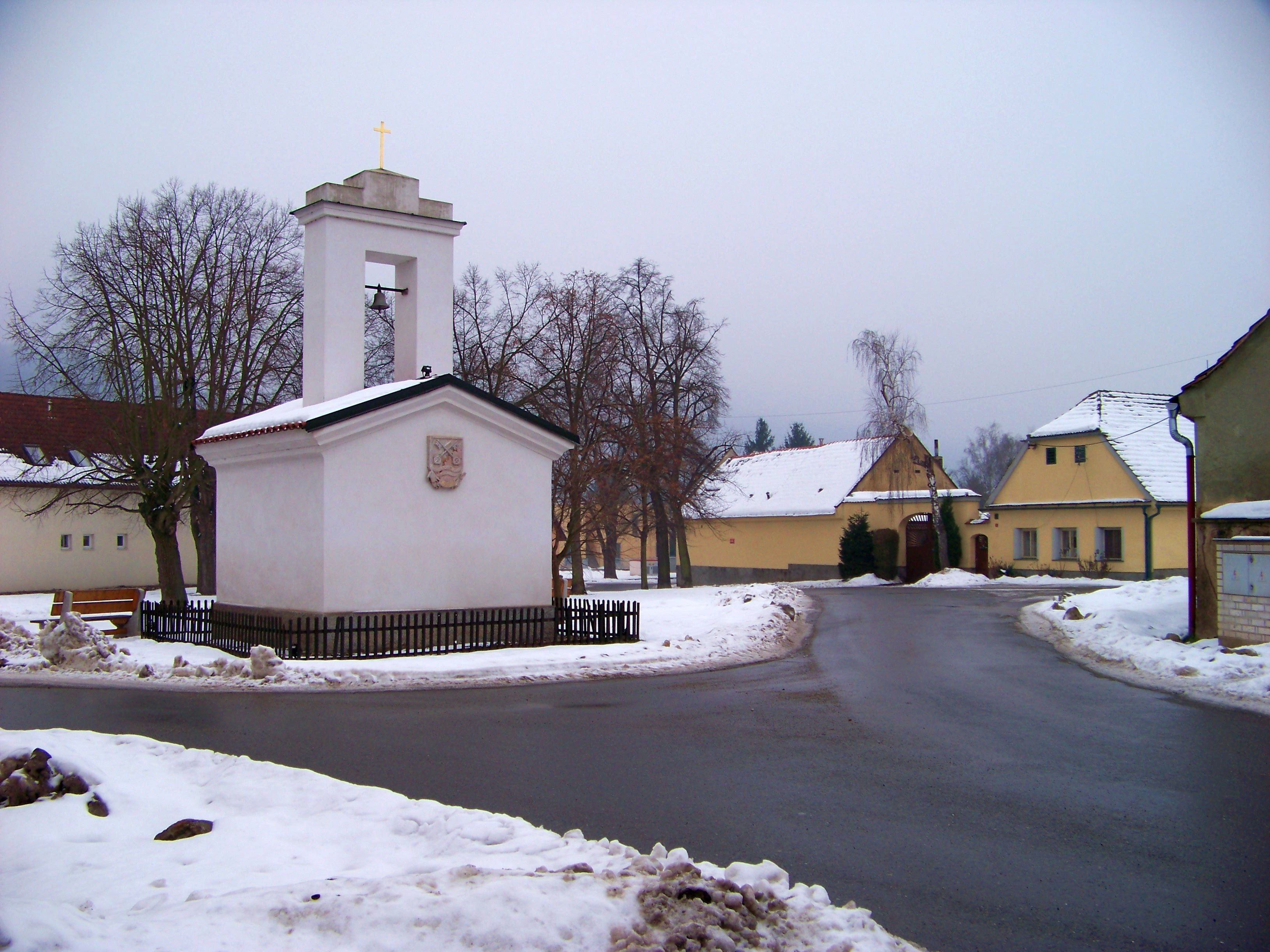
Dorfplatz mit Kapelle der hl. Agnes

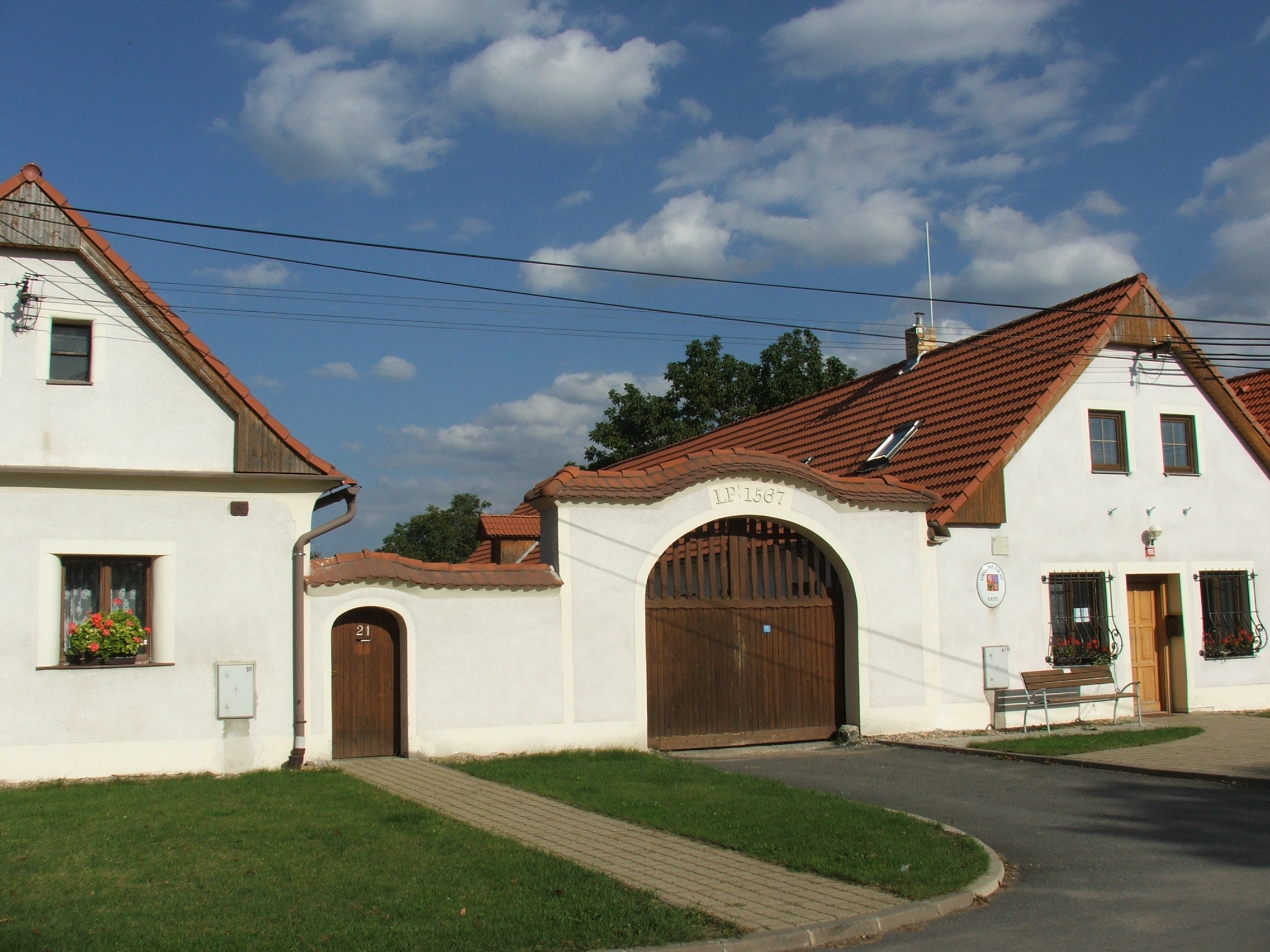
Gemeindeamt

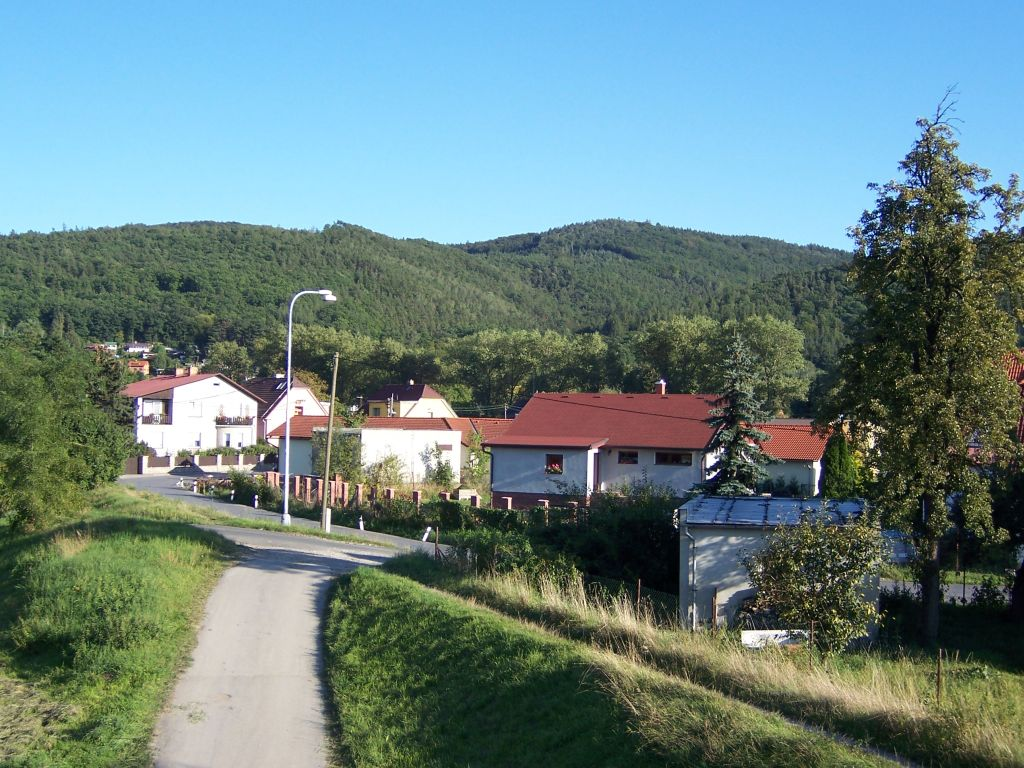
Blick von Westen auf Lety, im Hintergrund die Hřebeny

Lety ist eine Gemeinde in Tschechien. Sie liegt 22 Kilometer südwestlich des Stadtzentrums von Prag und gehört zum Okres Praha-západ.

## Geographie
Lety befindet sich am linken Ufer der Berounka in der Flussniederung zwischen der Karlštejnská vrchovina (Karlsteiner Bergland) und den Hřebeny (Brdykamm). Östlich erhebt sich die Červená hlína (467 m n.m.), im Südosten der Chlum (445 m n.m.), südlich der Hvíždinec (476 m n.m.) sowie im Nordwesten die Skalice (308 m n.m.). Gegen Norden erstreckt sich das Landschaftsschutzgebiet Český kras, südlich der Naturpark Hřebeny. Im Ort kreuzen sich die Staatsstraßen I/115 zwischen Radotín und Hostomice sowie die I/116 zwischen Beroun und Mníšek pod Brdy. Rechtsseitig der Berounka verläuft die Bahnstrecke Praha–Plzeň.
Nachbarorte sind Mořinka und Karlík im Norden, Dobřichovice im Nordosten, Brunšov im Osten, Černolice und Řitka im Südosten, Lety pod Lesem im Süden, Řevnice im Südwesten, Černá Skála und Rovina im Westen sowie Jitřenka und V Chaloupkách im Nordwesten.

## Geschichte
Archäologische Funde belegen eine frühzeitliche Besiedlung des Gemeindegebietes. Im Jahre 1929 wurden auf einem Feld 26 Urnen aus roter und schwarzer Tonkeramik mit bronzenen Beigaben aufgefunden.
Die erste urkundliche Erwähnung des Ortes erfolgte 1088, als König Vratislav I., das Land Leteh terram im Tetíner Gebiet dem Kollegiatkapitel auf dem Vyšehrad überließ. Später gelangte das Dorf zu den Gütern des Klosters St. Georg auf der Prager Burg. König Wenzel II. schenkte das Dorf Lett zu Beginn des 14. Jahrhunderts dem von ihm gegründeten Zisterzienserkloster Königsaal. Im Laufe der Zeit wurde das Dorf als Leth, Letti, Letah oder Lethy bezeichnet. Nach der Aufhebung des Klosters im Zuge der Josephinischen Reformen im Jahre 1785 gehörte Lety zur Herrschaft Königsaal, die von der k.k. böhmischen Staatsgüteradministration für den Religionsfonds verwaltet wurde. Bis zum Ende des 18. Jahrhunderts war Lety ein rein bäuerliches Platzdorf, zu Beginn des 19. Jahrhunderts wurde der Ort erweitert. Im April 1827 ersteigerte Friedrich Kraft Heinrich zu Oettingen-Wallerstein die Herrschaft und trat sie an seine Frau Sophia Maria, geborene Landgräfin von Fürstenberg († 1829) ab. 1832 fiel die Herrschaft dem Witwer zu; nach dessen Tode erbten 1845 seine zweite Frau Maria Anna, geborene Gräfin von Trauttmansdorff-Weinsberg, sowie seine Kinder aus beiden Ehen den Besitz gemeinschaftlich.
Im Jahre 1846 bestand das Dorf Letti bzw. Lety im Berauner Kreis aus 32 Häusern mit 216 Einwohnern. Davon gehörten 19 Häuser zur Herrschaft Königsaal, zwölf zum Gut Dobřichowitz und eines zur k.k. Tafel-Herrschaft Karlstein. Pfarrort war Dobřichowitz.
Nach der Aufhebung der Patrimonialherrschaften bildete Letty ab 1849 eine Gemeinde im Gerichtsbezirk Königsaal. Am 14. Juli 1862 wurde die Bahnstrecke Prag–Pilsen eröffnet, sie fuhr jedoch am gegenüberliegenden Flussufer an Lety vorbei. Ab 1869 gehörte die Gemeinde zum Bezirk Smichow. Nach dem Ende des Ersten Weltkrieges wurde Lety wegen seiner landschaftlich reizvollen Umgebung zu einem Erholungsort, in der Umgebung des Dorfes entstanden die Ferienhüttensiedlungen Černá Skála, Jitřenka und Lety pod Lesem. Die Freiwillige Feuerwehr wurde 1896 gegründet. 1923 entstand in Dobřichovice ein privates Elektrizitätswerk, das auch Lety bis 1970 mit Strom versorgte. 1927 wurde Lety dem Okres Praha-venkov und 1942 dem Okres Praha-venkov-jih zugeordnet. Zwischen 1930 und 1940 entstanden in der Gemeinde zahlreiche neue Wohnhäuser. Zwischen 1936 und 1937 erfolgte der Bau der Berounkabrücke zwischen Lety und Řevnice. 1949 kam die Gemeinde zum Okres Praha-jih, seit 1961 gehört sie zum Okres Praha-západ. In den 1970er Jahren wurden weitere neue Wohnhäuser errichtet. Nach der Samtenen Revolution entstand am nördlichen Ortsrand ein Gewerbegebiet. Das Augusthochwasser von 2002 hinterließ in Lety schwere Schäden. Im Jahre 2010 entstand das Pivotel MMX mit Hausbrauerei und Hotel.

## Gemeindegliederung
Für die Gemeinde Lety sind keine Ortsteile ausgewiesen. Grundsiedlungseinheiten sind Lety und Lety-za řekou, auch Lety pod Lesem genannt. Zu Lety gehören außerdem die Siedlungen Černá Skála und Jitřenka.

## Partnergemeinden
- Ailertchen, Deutschland[6]

## Sehenswürdigkeiten
- Kapelle der hl. Agnes von Böhmen auf dem Dorfplatz, erbaut 1820. Nach ihrer Sanierung wurde sie 1991 neu geweiht.